# Euthymia Üffing

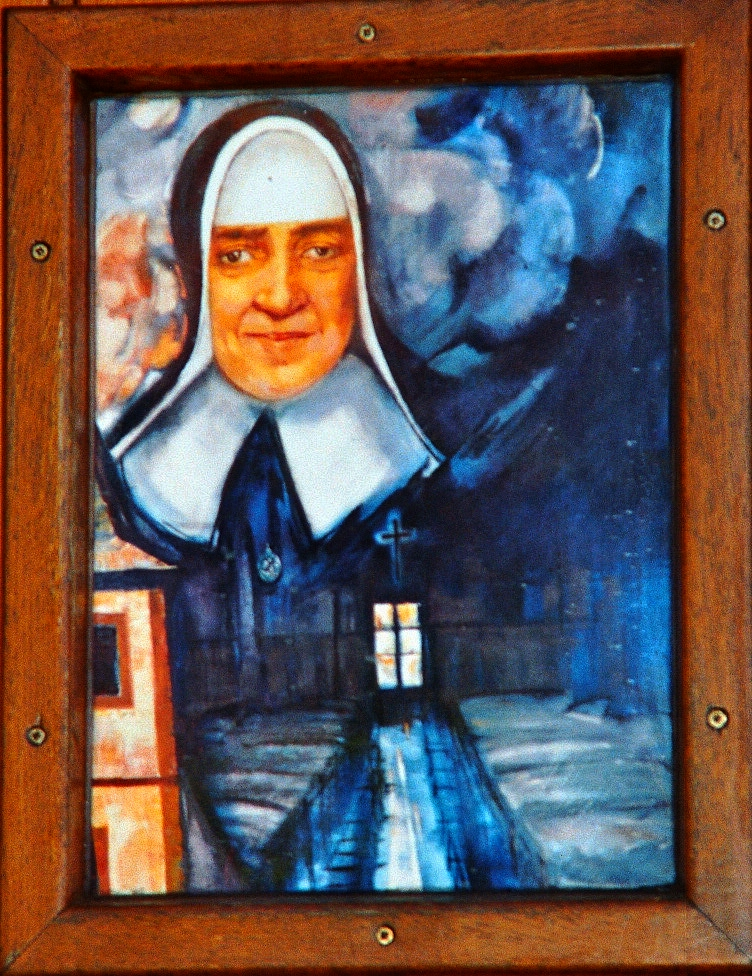
Schwester Maria Euthymia auf einem Gemälde von Leonard Klosa. In Holz gefasste verkleinerte Reproduktion an einer der Stationen des Maria-Euthymia-Gedenkwegs in Hopsten-Halverde.

Schwester Maria Euthymia, meist kurz Schwester Euthymia (* 8. April 1914 in Halverde, Westfalen als Emma Üffing; † 9. September 1955 in Münster, Westfalen), war eine deutsche Clemensschwester. Sie wurde am 7. Oktober 2001 in Rom seliggesprochen.

## Leben

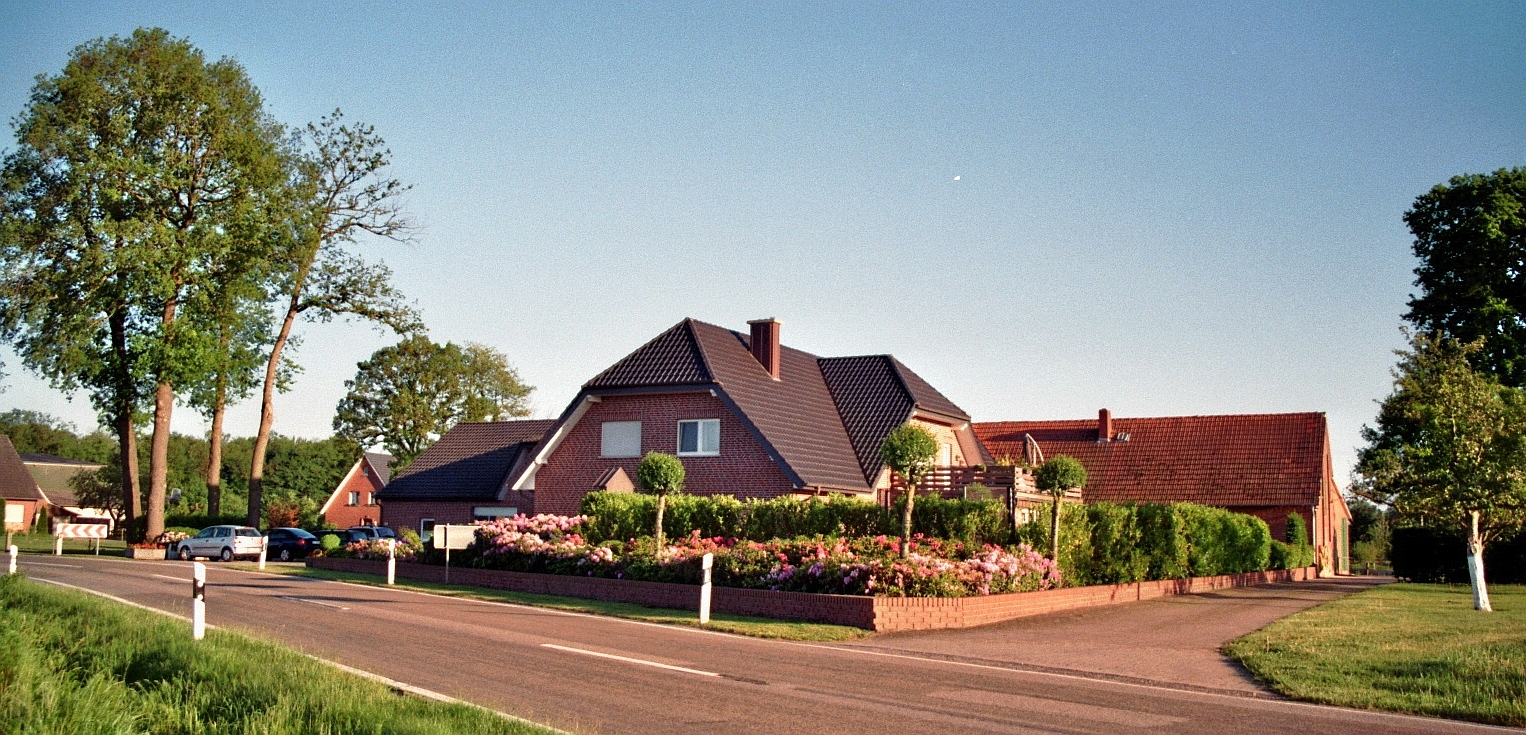
Der Hof Üffing in Halverde im Juni 2010

August Üffing (* 31. August 1869; † 8. Dezember 1932) und die kinderlose Witwe Maria Theresia Klostermann, verwitwete Kortmeyer (* 1861; † 8. Januar 1908) heirateten 1895. Sie hatten zusammen vier Kinder. August Üffing heiratete am 5. Mai 1908 die 30-jährige Maria Theresia Üffing, geborene Schmitt (* 1878; † 24. Januar 1975). Emma Üffing war das fünfte von sieben Kindern von August und Maria Üffing.
Emmas Eltern bewirtschafteten einen kleinen Bauernhof, auf dem sie bis zu ihrem 17. Lebensjahr arbeitete. Sie litt seit ihrem 18. Lebensmonat an Rachitis, die sie schwächte und ihr Probleme beim Laufen bereitete.
1931 trat Emma Üffing eine Ausbildung zur Hauswirtschafterin in der Küche des St.-Anna-Krankenhauses in Hopsten an. Die Oberin des Krankenhauses hieß Schwester Euthymia und soll ihr Vorbild gewesen sein. Drei Jahre später bat Emma Üffing am 25. März 1934 um Aufnahme bei den Clemensschwestern, woraufhin sie am 23. Juli Postulantin wurde. Ihr Noviziat begann mit ihrer Einkleidung am 2. Oktober 1935 und endete am 11. Oktober 1936 mit den zeitlichen Gelübden. Sie erhielt den von ihr gewünschten Namen Schwester Maria Euthymia. Einen Monat später wurde sie an das St.-Vinzenz-Hospital in Dinslaken versetzt, wo sie auf der Isolierstation als Hilfskrankenschwester arbeitete. 1939 bestand sie die Prüfung zur Krankenschwester und legte am 15. September 1940 die ewigen Gelübde ab.
In Dinslaken war sie während des Zweiten Weltkrieges ab Februar 1943 für die Pflege der ansteckend kranken Kriegsgefangenen und Zwangsarbeiter zuständig, von denen sie den Beinamen „Engel der Liebe“ erhielt. Nach Ende des Krieges und Auflösung der Gefangenenstation wurde sie zur Leitung der Krankenhauswäscherei berufen. Die Krankenpflege aufzugeben und der fehlende Patientenkontakt fielen ihr sehr schwer, sie fügte sich jedoch. 1948 wurde sie ins Mutterhaus nach Münster berufen und auch dort mit der Leitung der Wäscherei beauftragt.
Nach einem Schwächeanfall im Juli 1955 wurde bei Schwester Euthymia Krebs diagnostiziert, an dem sie am 9. September 1955 starb.

## Seligsprechung und Verehrung

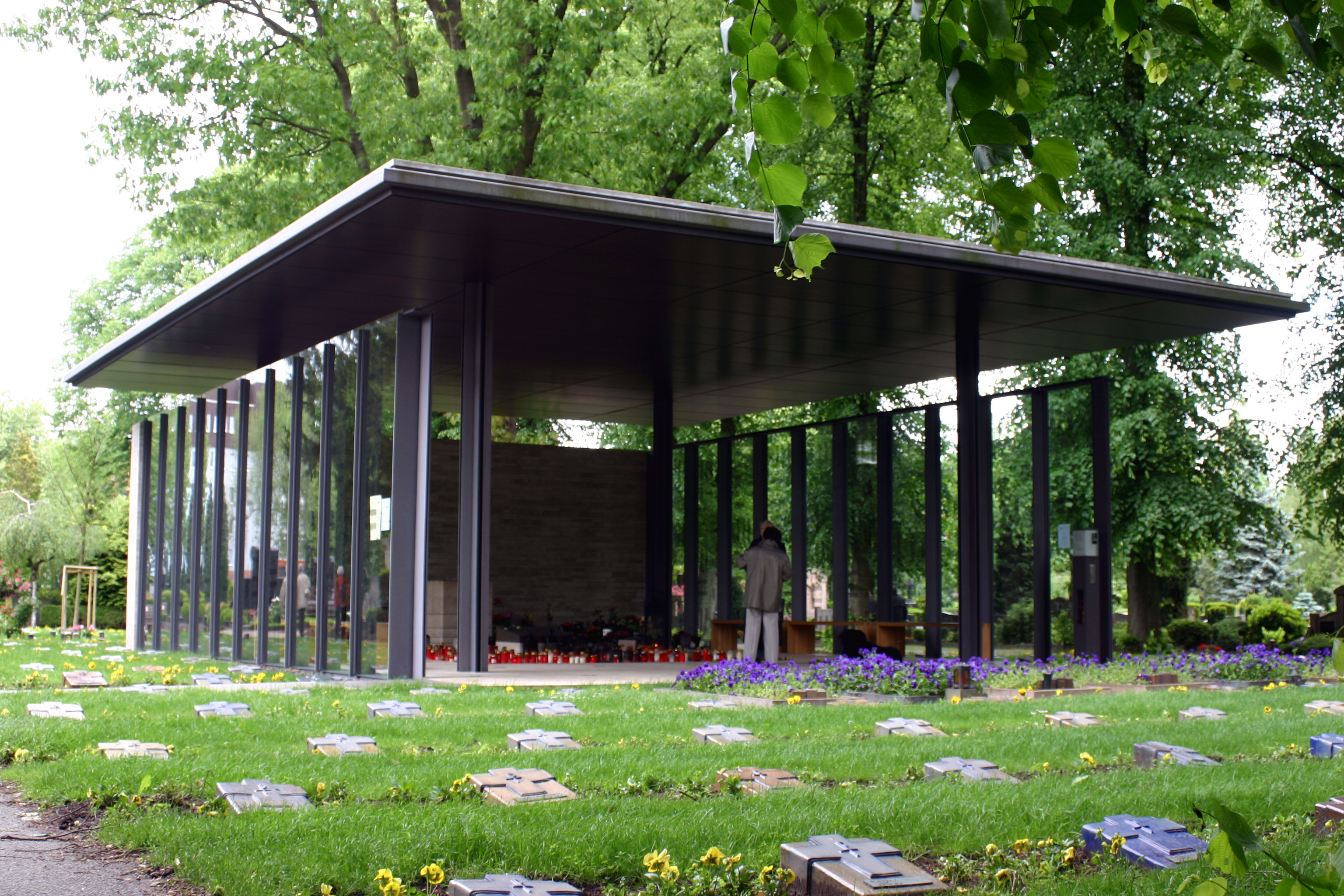
Grabkapelle auf dem Zentralfriedhof Münster

Am offenen Sarg Schwester Euthymias soll eine ihrer Mitschwestern, deren Hand in eine Bügelmaschine gekommen war und starke Verbrennungen und Quetschungen erlitten hatte, um Fürbitte gebeten haben. Die Hand soll innerhalb kurzer Zeit vollständig geheilt sein.
Zwei Jahre später wurde der Seligsprechungsprozess beantragt, der weitere zwei Jahre später eingeleitet wurde. 1985 wurde der Leichnam von Schwester M. Euthymia exhumiert, untersucht und wieder beigesetzt. Am 7. Oktober 2001 wurde Schwester Euthymia in Rom von Papst Johannes Paul II. seliggesprochen.
Am Abend des 2. November 2001 brannte die erst kurz zuvor errichtete Grabkapelle von Schwester Euthymia ab. Brandursache waren die über 2000 Kerzen, welche sich in der Grabkapelle am Grab befanden. Die Dachkonstruktion konnte der entstehenden Hitze nicht standhalten und ging in Flammen auf. Am 26. April 2002 wurde die hergerichtete Grabkapelle wieder geöffnet.
Danach wurden mehrere kirchliche Gebäude mit Reliquien der Seligen ausgestattet.
- Die Halverder Pfarrkirche St. Peter und Paul erhielt eine Reliquie, die Weihbischof Franz-Peter Tebartz-van Elst am 10. Oktober 2004 in den Altar einsetzte.[6]
- Anlässlich der Altarweihe in der renovierten und umgestalteten Pfarrkirche St. Dionysius in Recke am 5. November 2005 setzte Weihbischof Tebartz-van Elst eine Handknochenreliquie von Schwester Maria Euthymia im Sepulcrum im Boden direkt unterhalb des Altares bei.[7]
- Eine weitere Reliquie wurde am 12. März 2008 bei der Altarweihe in der St.-Regina-Kirche in Drensteinfurt in den Altar eingesetzt.
- Auch in der Pfarrkirche St. Agatha in Mettingen befindet sich im versiegelten Gefach des Altares eine Reliquie von ihr, ebenso ein kleines Bildnis auf dem Sockel der Barbara-Figur.[8] Während der Altarweihe in St. Agatha im Januar 2009 hatte der damalige Diözesanadministrator Weihbischof Franz-Josef Overbeck Reliquien der beiden Seligen Schwester Maria Euthymia und Kardinal Clemens August Graf von Galen in den Altar eingesetzt.[9]
- Bei der Weihe des neuen Altars in der St.-Elisabeth-Kapelle des Klinikums Ibbenbüren durch Weihbischof Wilfried Theising am 9. April 2011 wurde eine Reliquie – ein Teil eines Mittelfingerknochens – eingesetzt.[10]
- Die Clemensschwestern haben in ihrem Mutterhaus in der Loerstraße in Münster ein Euthymia-Zentrum mit einer Euthymia-Kapelle und einer Altarreliquie als Gedenk- und Verehrungsort für Schwester Euthymia eingerichtet.[11]

## Sonstige Ehrungen

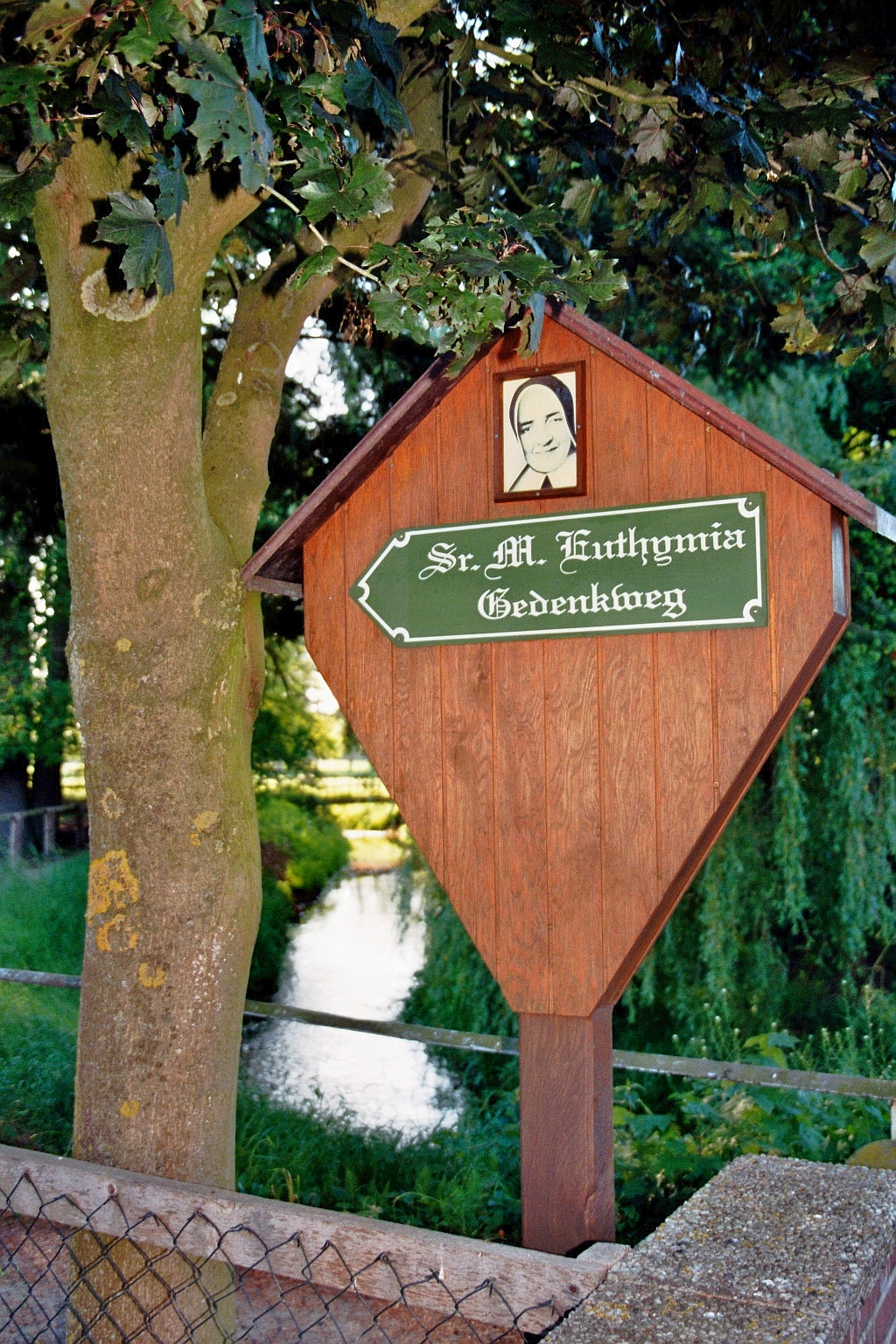
Beginn des Schwester-Maria-Euthymia-Gedenkweges in Halverde

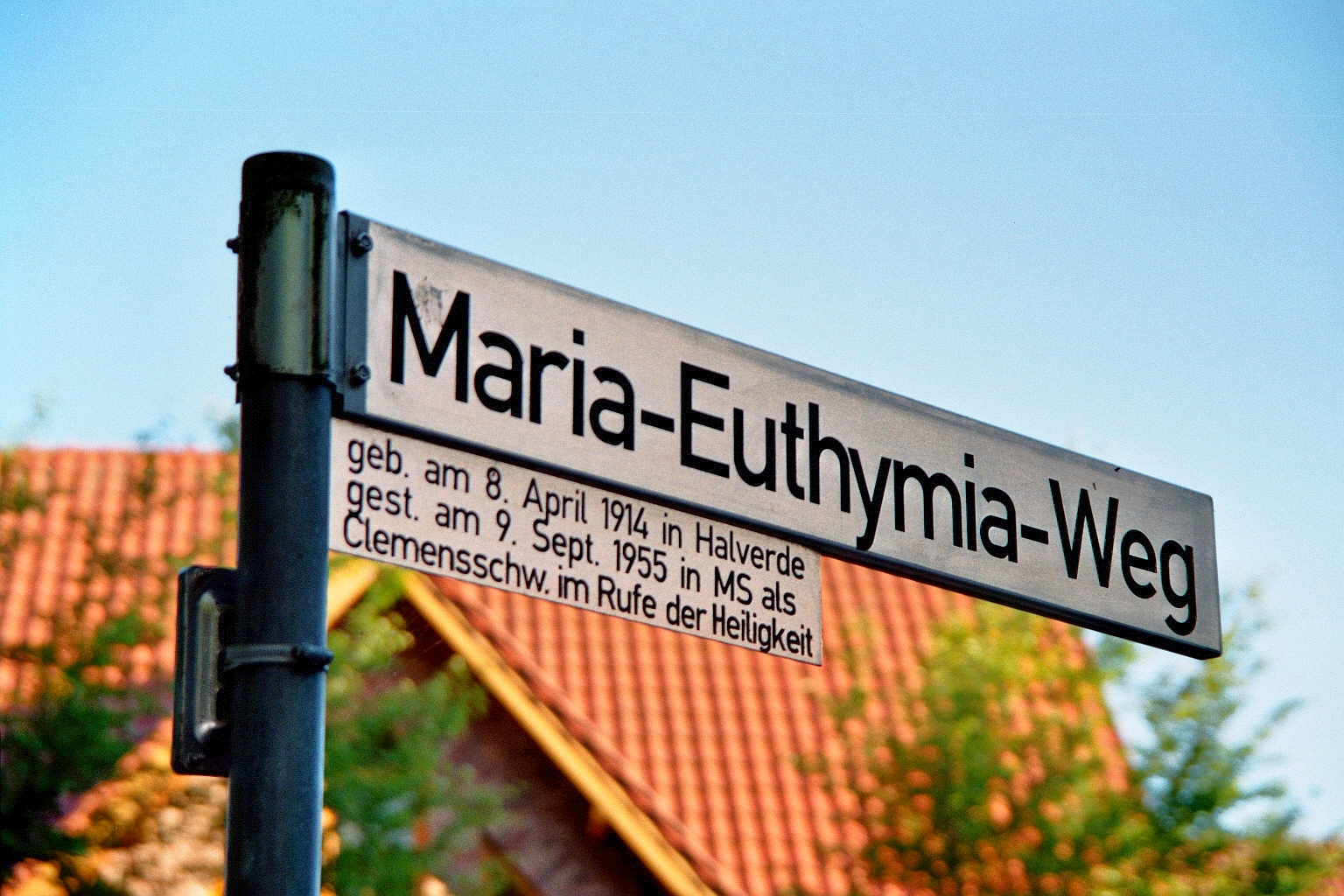
Der Maria-Euthymia-Weg in Halverde

In ihrem Geburtsort Halverde lassen sich die Stationen ihres Lebens auf dem Schwester-Maria-Euthymia-Gedenkweg nachvollziehen, der von der Hauptstraße gegenüber der Pfarrkirche St. Peter und Paul bis zum Hof Üffing führt. In ihrer Taufkirche St. Peter und Paul wird der Ordensschwester in besonderer Weise gedacht. Dort findet sich auch ein von Leonard Klosa geschaffenes Euthymia-Gemälde. Außerdem veranstaltet die katholische Pfarrgemeinde St. Peter und Paul jährlich mehrere Euthymia-Tage, zu denen bekannte Gastprediger eingeladen werden.
Die Gemeinde Hopsten widmete ihr zudem den Maria-Euthymia-Weg in Halverde.
An ihrer Wirkungsstätte in Dinslaken erinnert seit dem 10. November 2001 ein Denkmal des Beuys-Schülers Alfred Grimm an ihre seelsorgerische und krankenpflegerische Tätigkeit.